# Província de Gorj
La província de Gorj (IPA: [gorʒ]) és un judeţ, una divisió administrativa de Romania, a Oltènia, amb capital a Târgu Jiu.

## Límits
- Província de Vâlcea a l'est.
- Província de Mehedinţi i província de Caraş-Severin a l'est.
- Província de Hunedoara al nord.
- Província de Dolj al sud.

## Demografia
El 2002, tenia 387,308 i una densitat de població de 69 h/km².
- Romanesos - un 98%[1]
- Gitanos, altres.

| Any  | Població |
| ---- | -------- |
| 1948 | 280,524  |
| 1956 | 293,031  |
| 1966 | 298,382  |
| 1977 | 348,521  |
| 1992 | 401,021  |
| 2002 | 387,308  |

## Divisió Administrativa
La Província té 2 municipalitats, 6 ciutats i 62 comunes.

### Municipalitats
- Târgu Jiu - capital; població: uns 100,000 el 2004.
- Motru

### Ciutats
- Rovinari
- Bumbești-Jiu
- Târgu Cărbunești
- Turceni
- Tismana
- Novaci
- Țicleni

### Comunes
| - Albeni - Alimpeşti - Aninoasa - Arcani - Baia de Fier - Bălăneşti - Băleşti - Bărbăteşti - Bengeşti | - Berleşti - Bâlteni - Bolboşi - Borăscu - Brăneşti - Bumbeşti-Piţic - Bustuchin - Câlnic - Căpreni | - Cătunele - Ciuperceni - Crasna - Cruşeţ - Dănciuleşti - Dăneşti - Drăgoteşti - Drăguţeşti - Fărcăşeşti | - Glogova - Godineşti - Hurezani - Ioneşti - Jupâneşti - Leleşti - Licurici - Logreşti - Mătăsari | - Muşeteşti - Negomir - Padeş - Peştişani - Plopşoru - Polovragi - Prigoria - Roşia de Amaradia - Runcu | - Săcelu - Samarineşti - Săuleşti - Schela - Scoarţa - Slivileşti - Stăneşti - Stejari - Stoina | - Ţânţăreni - Teleşti - Turburea - Turcineşti - Urdari - Văgiuleşti - Vladimir |